# Kindereisenbahn Tiflis
| Zug der Kindereisenbahn im Bahnhof Pioneri/Pionerskaja |                     |                                           |                                           |
| Streckenverlauf (im linken Drittel der Karte) |                     |                                           |                                           |
| Streckenlänge: | 1,2 km              |                                           |                                           |
| Spurweite: | 750 mm (Schmalspur) |                                           |                                           |
| |                     |                                           |                                           |
| \| \| \| Msiuri/Solnetschnaja (Мзиури/Солнечная) \| \| \| \| \| \| \| \| \| \| \| \| \| \| \| Sicharuli/Radostnaja (Сихарули/Радостная) \| \| \| \| \| Pioneri/Pionerskaja (Пионери/Пионерская) \| \| |                     |                                           |                                           |
| Strecke von links · Strecke quer · ehemaliger Haltepunkt / Haltestelle |                     | Msiuri/Solnetschnaja (Мзиури/Солнечная)   | Msiuri/Solnetschnaja (Мзиури/Солнечная)   |
| Strecke · Strecke |                     |                                           |                                           |
| Strecke · Strecke |                     |                                           |                                           |
| ehemaliger Haltepunkt / Haltestelle links · Strecke quer · Abzweig geradeaus und nach rechts |                     | Sicharuli/Radostnaja (Сихарули/Радостная) | Sicharuli/Radostnaja (Сихарули/Радостная) |
| Kopfbahnhof Streckenende |                     | Pioneri/Pionerskaja (Пионери/Пионерская)  | Pioneri/Pionerskaja (Пионери/Пионерская)  |

Die Kindereisenbahn Tiflis oder die Kleine Transkaukasische Eisenbahn (russisch Малая Закавказская железная дорога) ist eine etwa 1,2 Kilometer lange schmalspurige Kindereisenbahn in der georgischen Hauptstadt Tiflis. Die Bahn wurde am 24. Juni 1935 als nach offizieller Zählung erste der vielen Pioniereisenbahnen in der Sowjetunion eröffnet und ist heute noch in Betrieb.

## Geschichte

### Gründung und Bau
Im Jahr 1933 entschied sich eine Gruppe von Eisenbahnfreunden, eine Parkeisenbahn mit Personentransport zu bauen. Am 28. Dezember 1933 verkündeten die Führer des Instituts für Eisenbahningenieurwesen in Tiflis ihre Bereitschaft, den Eisenbahnfreunden zu helfen. Sie schlugen vor, eine 400 Meter lange Strecke mit einer Spurweite von 750 Millimetern und mit zwei Stationen, Pioneri/Pionerskaja (russisch Пионери/Пионерская) und Sicharuli/Radostnaja (russisch Сихарули/Радостная), zu bauen.
Am 13. September 1934 begann im Sergo-Ordschonikidse-Park (Серго Орджоникидзе началось, heute Muschtaidi-Park) der Bau der Strecke. Für die Erdbewegungsarbeiten wurden sieben Komsomol-Brigaden mit je dreißig Freiwilligen eingeteilt. Betreut wurde die Arbeit von G. W. Achalkadse, der damals noch Student im vierten Jahr war und später stellvertretender Leiter der Transkaukasischen Eisenbahn wurde.
Als sich der Bau dem Ende näherte, war es eine Herausforderung, geeignete Schienenfahrzeuge zu finden. Es fand sich eine zweiachsige Tenderlok, die in der Fabrik von Arnold Jung hergestellt worden war (Nummer 1721 von 1911) und von der Arthur Koppel AG nach Russland importiert worden war. Die Schüler der Eisenbahnfabrikschule (фабрично-заводского училища) halfen, sie wiederherzustellen. Die drei Personenwagen mussten selbst gebaut werden: Zwei Zwölfsitzer mit Holzbänken für normale Fahrgäste und ein weich gepolsterter Achtsitzer für besondere Gäste.

### Betrieb

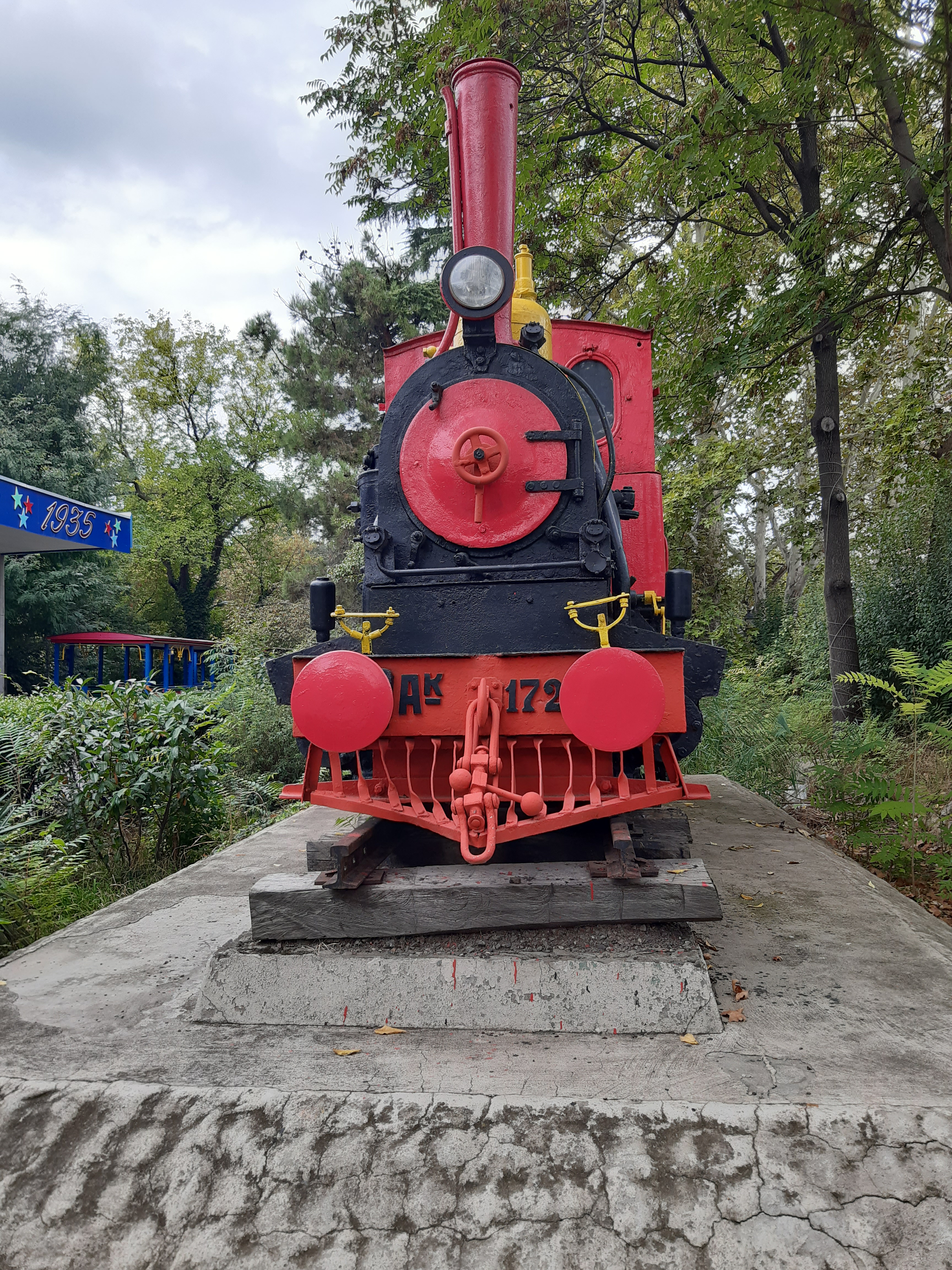
Die Lokomotive А^{к}-1721, die auf einem Sockel vor der Station Pioneri/Pionerskaja ausgestellt wird.

Die Kindereisenbahn wurde bis 1991 von Schülern im Alter von neun bis fünfzehn Jahren betrieben, die unter Aufsicht der erwachsenen Instruktoren die Züge fuhren und als Assistenten der Bahnhofsvorsteher, Stellwerksbediener, Verkehrsaufseher und Schaffner arbeiteten. Am 24. Juni 1935 fuhr der erste Zug mit dem 10-jährigen Lokführer Victor Sokolsky am Bahnhof Pioneri ab. Der Zug hat am ersten Arbeitstag 37 Fahrten gemacht und dabei hat mehr als eintausend Fahrgäste transportiert. Der Betrieb wurde ganztägig von Kirill Papitaschwili, dem politischen Leiter der Strecke, überwacht.
Bald darauf wurde die Hauptstrecke bis zur Station Solnetschnaja (Солнечная) verlängert, und ein Ring an der Station Pioneri geschlossen. An der neuen Strecke wurde die Station Msiuri/Solnetschnaja (Мзиури/Солнечная) eröffnet. Dadurch wurde die Strecke 1200 Meter lang. Da die Station Pioneri nicht auf dem Ring selbst, sondern etwas abseits davon lag, musste nach jeder Fahrt die Lokomotive gewendet und umgesetzt werden. Zu diesem Zweck wurde neben der Station Pioneri ein Gleisdreieck verlegt. Während des Zweiten Weltkrieges bauten Kinder Tomaten an, die in die Militärkrankenhäuser gebracht werden sollten. Daher wurde neben dem dafür genutzten Grundstück ein neuer Haltepunkt mit dem Namen Junnatow (Юннатов) errichtet.
Nach Kriegsende erhielt die Kindereisenbahn die Dampflokomotive 159-205, und für einige Zeit arbeiteten die alte und die neue Lokomotiven abwechselnd. Anschließend wurde die Lokomotive Ак-1721 außer Betrieb genommen und auf einem Sockel vor der Station Pioneri ausgestellt. Gleichzeitig wurde sie um einen ungeschickt gebauten Scheintender ergänzt. Die historische Lokomotive Ак-1721 hat als Denkmal bis heute überlebt. Die Dampflokomotive 159-205 hingegen wurde 1991 stillgelegt und verschrottet.

### Modernisierung
In den 1960er Jahren wurde die Kindereisenbahn zum ersten Mal umfassend saniert, wobei an den Bahnhöfen Pionerskaja und Solnetschnaja neue Bahnhofsgebäude errichtet wurden und eine Abstellgleis in der Nähe des Betriebshofes und einer der Zweige des Gleisdreiecks abgerissen wurden. Außerdem wurden die Stumpfgleise an beiden Gleisen der Station Pioneri verkürzt und die Bahnsteige verlängert. Diese Arbeiten waren aber unzureichend durchdacht. Die verkürzten Stumpfgleise konnten nicht einmal die kurze Dampflokomotive Ак-1721 aufnehmen, ganz zu schweigen von der längeren Dampflok 159. Dadurch ging die Möglichkeit, ein Standardüberholmanöver durchzuführen, verloren.
Die Diesellokomotive TU3-035 wurde wohl 1971 von der Rigaer Kindereisenbahn nach Tiflis überführt. Sie wurde aber nur selten benutzt, weil sie nur schlecht durch die engen Kurven fahren konnte. Sie wurde 1972 an die Kindereisenbahn Donezk abgegeben.
In den Jahren 1987–88 erhielt die Eisenbahn die Diesellokomotive TU7-2044 und mehrere Personenwagen PV51. Die Wagen erwiesen sich aber als praktisch ungeeignet für den Betrieb im heißen Klima Georgiens und wurden sehr bald durch offene vierachsige hölzerne, von Hand umgebaute Güterwagen ersetzt. Das sind die Wagen und Diesellokomotiven, die derzeit(2018) noch bei der Kindereisenbahn Tiflis in Betrieb sind.
Vor Beginn der Saison 1989 fand ein weiterer Streckenumbau statt, bei dem das zweite Gleis in der Station Pioneri abgebaut wurde, da eine sinnvolle Verwendung seit den Umbaumaßnahmen in den 1960er Jahren nicht mehr möglich war. An seiner Stelle wurde der zweite Bahnsteig gebaut. Auch das Depot und der Gleis dorthin wurden demontiert.

### Heutige Nutzung
In den Jahren 1990–92, am Höhepunkt der Wirtschaftskrise in Georgien, wurde die Strecke vorübergehend stillgelegt. Sie blieb vor Plünderungen bewahrt und wurde 1999, nach dem Wiederaufbau, als von Erwachsenen betriebene Parkeisenbahn wieder eröffnet.

## Schienenfahrzeuge

### Betriebsfähige Schienenfahrzeuge
- Diesellokomotive TU7-2044
- 3 offene Personenwagen[1]

### Ausgemusterte Schienenfahrzeuge
- Dampflokomotive Ак-1721
- Dampflokomotive LB-2 (Myr/2) 159-205
- Diesellokomotive TU3-035
- Pafawag-Personenwagen PV51[1]